# Église Saint-Marc de Kula
Pour les articles homonymes, voir Église Saint-Marc.
L'église Saint-Marc de Kula (en serbe cyrillique : Црква Светог Марка у Кули ; en serbe latin : Crkva Svetog Marka u Kuli) est une église orthodoxe serbe située à Kula, dans la province de Voïvodine et dans le district de Bačka occidentale en Serbie. Elle est inscrite sur la liste des monuments culturels de grande importance de la république de Serbie (identifiant no SK 1189).

## Présentation
L'église a été construite de 1846 à 1852, à l'emplacement d'édifices religieux plus anciens. Elle est constituée d'une nef unique prolongée par une abside demi-circulaire ; la façade occidentale est dominée par un clocher de deux étages, lui-même surmonté d'un bulbe aplati, d'une lanterne et d'une croix. Les façades sont décorées dans un style mêlant baroque et classique. Les façades latérales sont dotées d'ouvertures cintrées décorées de bossages ; elles sont encastrées dans des arcatures elles-mêmes encadrées de pilastres aux chapiteaux ioniques moulurés. La façade occidentale est dotée de deux petits frontons triangulaires. Elle est surmontée d'un pignon brisé aux pentes incurvées et d'un oculus.
À l'intérieur, l'iconostase a été peinte en 1773 par Teodor Kračun, un des maîtres de la peinture baroque serbe.
Des travaux ont été effectués dans l'église en 1989 et 1991.